# Kerteminde (municipio)
El municipio de Kerteminde es un municipio danés en la isla de Fionia, dentro de la región administrativa de Dinamarca Meridional. Se ubica al noreste de la isla, en una península. Limita al suroeste con Odense, al oeste con el fiordo de Odense, al norte con el Kattegat, al este con el Gran Belt, y al sureste con Nyborg. Le pertenece la isla de Romsø.
Tiene una extensión de 206 km² y una población de 23.793 habitantes en 2012. La localidad de Kerteminde, con 5.789 habitantes, es la capital y principal localidad del municipio.
El municipio de Kerteminde, con sus límites actuales, existe desde 2007, cuando una reforma territorial fusionó los antiguos municipios de Kerteminde, Langeskov y Munkebo. La parroquia de Flødstrup, en el antiguo municipio de Ullerslev, pudo haberse integrado a Kerteminde, pero un plebiscito en 2005 hizo que se uniera al nuevo municipio de Nyborg.

## Localidades
| Localidades más pobladas de Assens |              |                  |
| Nº                                 | Localidad    | Población (2012) |
| 1                                  | Kerteminde   | 5.789            |
| 2                                  | Munkebo      | 5.662            |
| 3                                  | Langeskov    | 3.972            |
| 4                                  | Rynkeby      | 606              |
| 5                                  | Birkende     | 578              |
| 6                                  | Marslev      | 418              |
| 7                                  | Dalby        | 357              |
| 8                                  | Mesinge      | 345              |
| 9                                  | Skrækkenborg | 283              |
| 10                                 | Kertinge     | 255              |